# 中国民主党 (中華民国)
中国民主党（ちゅうごくみんしゅとう）は、中華民国統治下の台湾で民主化運動の活動家が1960年に設立を計画した政党。結党前に関係者が中華民国政府当局に逮捕され、同党の設立は実現しなかったが、第二次世界大戦後の台湾民主化運動における先駆的な事例として位置づけられている。
なお、1988年の台湾で結党された同名の政党とは一切関連性が無い。

## 概要
1960年5月4日、雷震は雑誌『自由中国』において「我々にはなぜ、強力な反対党（野党）が必要なのか」と題した文章を発表し、野党を政治参画させ、中国国民党政権を牽制する必要性を説いた。同5月18日に検討会が開かれ、「地方選挙改進座談会」が組織され、野党の結成に備えた。雷震を招集委員とし、李万居と高玉樹が共同でスポークスマンを務めた。7月から8月の間に4回の座談会が開催され、政党の名称を「中国民主党」とすることが決まり、また李万居、郭雨新、高玉樹、楊金虎、許世賢、斉世英、夏濤声等が新たに参加した。しかし、同9月4日、雷震、劉子英、馬之驌、傅正らが逮捕され、軍事法廷において「反乱勢力を加害、反乱を扇動した」との名目で10年の禁固刑が言い渡された。雷震は1970年に刑務所を出たが、その後も特務警察の監視を受けた。